# Konjiško rezbarjenje
Konjiško rezbarstvo je umetniška obrt z dolgoletno tradicijo v občini Konjic, Bosna in Hercegovina. Lesene rezbarije vključujejo pohištvo, notranjo opremo in majhne okrasne predmete ter izstopajo s svojimi značilnimi ročno izrezljanimi motivi.
Rezbarjenje je sestavni del kulture lokalne skupnosti, merilo lepote in prijetne notranjosti hiše ter tradicije, ki ustvarja občutek skupnosti in pripadnosti. Gre za obrt, s katero se ukvarjajo različne etnične in verske skupine, ki služi kot instrument dialoga in sodelovanja ter ima zelo pomembno vlogo na ravni skupnosti v Konjicu.
Obrt je med prebivalci Konjica razširjena, tako kot poklic kot tudi kot hobi. Glavni nosilci so izšolani mojstri, ki delajo v mizarskih delavnicah, enako pomembni pa so obrtniki, ki delajo doma v družinskih delavnicah.
Lastniki družinskih rezbarskih delavnic so najbolj zaslužni za varovanje elementa, usposabljanje učencev v rezbarstvu in popularizacijo obrti. Znanja in veščine se prenašajo predvsem z usposabljanjem novih začetnikov v rezbarstvu: na delovnem mestu, v učilnicah, pa tudi z medgeneracijskim prenosom znotraj družine.

## Zgodovina
Veščino rezbarjenja lesa na območju Konjica, torej v zgornjem toku reke Neretve (od Bijele do Grušče), so prinesli kmetje priseljenci – rezbarji iz Hercegovine. Njihova središča so bile vasi Grušča, Ribari, Čičevo in Bijela.
V času avstro-ogrske okupacije so državni uradniki, ki so opravljali upravne naloge v konjiških vaseh, v vasi Bijela opazili nadarjene rezbarje, katerih izdelki so bili preprostega izraza, vendar tem izdelkom ni bilo mogoče zanikati vrednosti, saj pričajo o velikem talentu.
Potopisec Heinrich Renner je dvakrat obiskal Konjic, v letih 1885 in 1895 in o konjiškem rezbarstvu pisal:
»Vredno je priporočiti direkten izlet iz Konjica v dolino Bijela, kar smo že omenili. Tu izdelujejo zelo lepe lesene rezbarije in naprave, predvsem skrinje, v katere kmetje hranijo oblačila in vrednejše stvari«.
V začetku leta 1906 se je v Konjicu začel prvi tečaj rezbarjenja, leta 1911 pa je bila uradno registrirana delavnica za izobraževanje rezbarjev. Izobraženi mizarji so običajno odprli svoje mizarske delavnice.

## Tehnika
Rezbarjenje je bilo uporabljeno pri izdelavi pohištva. Pogosta je tehnika enojnega dleta z ročajem. Konjiški rezbarji za rezanje uporabljajo dleta brez ročaja, za kopanje pa dleta z ročajem. Z uporabo obeh vrst dlet se doseže reliefni videz. Postopek rezbarjenja je sestavljen iz več stopenj, odvisno od vrste vzorca in učinka, ki ga je treba doseči:
- Izrisovanje oziroma risanje je postopek, s katerim se s suhim svinčnikom s pomočjo ravnila in šestila želeni motiv prenese na leseno površino. Vse podrobnosti bodoče izrezljane površine niso narisane, temveč osnovne črte.
- Vzorčenje ali dolbenje je tehnika rezanja lesene podlage ob narisanih linijah. Izvaja se s kovinskimi dleti z udarci s kladivom po navpičnici orodja.
- Kopanje je poglabljanje lesene podlage na globino reza pri dolbenju.
- Okraševanje

Na podlagi tega dela so konjiški rezbarji pri okraševanju predmetov najpogosteje uporabljali naslednje vrste vzorcev:
- bosanski vzorec
- arabski vzorec
- globinski vzorec je najtežje obdelati in tu pride do izraza individualnost rezbarja.

## Narodni spomeniki
Tri zbirke so bile razglašene za narodne spomenike Bosne in Hercegovine.
- Zbirka pohištva družine Nikšić s 5 predmeti v družinski hiši in poslovnih prostorih.[3] Družina Nikšić je trgovino ustanovila leta 1928.
- Zbirka pohištva družine Nikšić z 18 predmeti v družinski hiši in poslovnih prostorih druge družine, v ulici Varda.[4].
- Zbirka lesoreznih predmetov Mulićev-Rekord - 63 predmetov, znana kot Muzej Mulićeve evidence, je skupaj s proizvodno delavnico v lasti Sejfudina Vile in je v družinski hiši v ulici Varda.[5]

Ustanovitelj Mulićevega rekorda je bil Ismail Mulić (1907–1978), rojen v Konjicu. Po končani rezbarski obrti je leta 1929 odprl samostojno delavnico. Poznan je kot uspešen poslovnež, s stalnim izboljševanjem proizvodnje z novim naborom predmetov, uvajanjem sodobnih strojev, njegove izdelke pa dodatno krasijo ženske vezenine. Prejel je številne nagrade na sejmih in razstavah.
Posebno pozornost je posvetil notranji opremi verskih objektov vseh verskih skupnosti. Na desetine mošej v Bosni in Hercegovini, Črni gori, Turčiji in širše je popolnoma oblikoval Mulićev rekord: mihrabi, mimberji, ćursevi, plošče, vrata, okna, lestenci, ograje itd. Znan je tudi po izdelavi stolov za potrebe papeža ob obeh pastoralnih obiskih v Bosni in Hercegovini.
Pred drugo svetovno vojno je imela trgovina 360 delavcev, ki so delali v 14 državah, pohištvo pa so izvažali v 40 držav. Po vojni je bila delavnica nacionalizirana in spremenjena v obrat podjetja Šipad, Mulić pa je bil imenovan za direktorja.
Med vojno 1992–1995 v Bosni in Hercegovini je bila Mulićeva hiša poškodovana in po vojni popravljena.

## Nesnovna kulturna dediščina
Rezbarjenje lesa v Konjicu je bilo leta 2012 s strani Zveznega ministrstva za kulturo in šport uvrščeno na Preliminarni odprt seznam nesnovne kulturne dediščine. Postopek nominacije za konjiško lesno proizvodnjo se je začel leta 2014 v sodelovanju z Zveznim ministrstvom za kulturo in šport ter lokalno skupnostjo Konjic, ki ta element podeduje.
Leta 2017 je bilo konjiško rezbarstvo uvrščeno na Unescov reprezentativni seznam nesnovne kulturne dediščine človeštva v Bosni in Hercegovini.